# Exyston reniformis
Exyston reniformis är en stekelart som beskrevs av Mason 1959. Exyston reniformis ingår i släktet Exyston och familjen brokparasitsteklar. Inga underarter finns listade i Catalogue of Life.